# Одобешти (Бакау)
Одобешти (рум. Odobești) насеље је у Румунији у округу Бакау у општини Одобешти. Oпштина се налази на надморској висини од 265 m.

## Становништво
Према подацима из 2002. године у насељу је живело 518 становника, од којих су сви румунске националности.